# Room to Read
Room to Read, "sala de leitura", é uma organização sem fins lucrativos que visa melhorar a alfabetização e igualdade de gênero na educação em países em desenvolvimento. Com sede em San Francisco, Califórnia, e baseada na crença de que o "A Mudança no Mundo Começa Com Crianças Educadas," a organização se concentra em trabalhar em colaboração com comunidades locais, organizações parceiras e governos. Room to Read desenvolve alfabetização e o hábito de leitura entre crianças do ensino primário, e apoia meninas para completem o ensino secundário com habilidades relevantes para ter sucesso na escola e fora dela.
Room to Read ajuda comunidades em dez países na Ásia e África: África do Sul, Zâmbia, Tanzânia, Sri Lanka, Índia, Nepal, Bangladesh, Laos, Camboja e Vietnã.

## História
John Wood, fundador e co-chair, lançou a Room to Read em 1999, depois de uma caminhada através do Nepal onde ele visitou várias escolas locais. Ele ficou maravilhado com o entusiasmo dos alunos e professores, mas triste com a chocante falta de recursos. Determinado a ajudar, John abandonou a sua posição de executivo sênior na Microsoft e construiu uma equipe global para trabalhar com aldeias rurais e construir soluções sustentáveis para seus desafios na educação.
Começando no Nepal, John e seu co-fundador nepalês, Dinesh Shrestha, começaram a trabalhar com as comunidades rurais na construção de escolas (sala de aula) e estabelecer bibliotecas (sala de leitura). João e Dinesh rapidamente reconheceram a necessidade de expandir o escopo do trabalho além de bibliotecas, e queriam abordar o fato de que muitas meninas do mundo em desenvolvimento são negligenciadas no sistema educacional, devido a preconceitos culturais. Ao final, em 2000, Room to Read começou o programa de educação de meninas, que tem como alvo a meninas jovens e fornece um compromisso de longo prazo para a sua educação.
Em 2001, a co-fundadora e CEO Erin Keown Ganju liderou a expansão de Room to Read para o Vietnã. Desde então, operações da Room to Read têm se expandido para incluir Bangladesh, Camboja, Índia, Laos, África do Sul, Sri Lanka e Zâmbia. Em 2010, Room to Read celebrou o seu "Ano das Dezenas," que marca o seu aniversário de dez anos com a abertura de sua 10.000ª biblioteca no Nepal, juntamente com a construção de sua 1.000ª escola e o apoio de suas 10.000ª menina através do programa de educação para meninas.

## Resultados
Desde a sua criação em 2000, a Room to Read tem impactado a vida de mais de 10 milhões de crianças no mundo em desenvolvimento fazendo:
- A construção de 1.450 escolas;
- O estabelecimento de 12,522 bibliotecas;
- Publicação de 591 novos títulos no idioma local para crianças;
- A distribuição de mais de 10,4 milhões de livros para crianças;
- Financiamento a longo prazo de 13,662 bolsas de estudo para meninas.

## Prêmios e reconhecimento
- Biblioteca do Congresso Literacia Prêmio: 2014 David M. Rubenstein Prêmio[7]
- A UNESCO Prêmio Confúcio de Alfabetização: 2011[8]
- A Fast Company / Monitorar Grupo "Social Capitalista Award" — vencedor por quatro vezes;
- Charity Navigator classificação de quatro estrelas - o sete vezes vencedor;[9]
- Skoll Prêmios de Empreendedorismo Social de 2004, 2006 e 2010;
- Participaram Clinton Global Initiative
- Academia para o Desenvolvimento Educacional (AED), um dos seis 2007 "Idéias inovadoras em Educação";
- Reader's Digest's 'Melhores da América de 2008".[10]
- Nomeado um dos "Dez Inovadoras Ongs na Educação" pela American University School of International Service[11]